# Рослини Кіровоградської області, занесені до Червоної книги України
Список рослин Кіровоградської області, занесених до Червоної книги України.

## Статистика
До списку входить 73 видів рослин, з них:
- Судинних рослин — 57;
- Мохоподібних — 2;
- Водоростей — 2;
- Лишайників — 3;
- Грибів — 9.

Серед них за природоохоронним статусом: 
- Вразливих — 43;
- Рідкісних — 13;
- Недостатньо відомих  — 1;
- Неоцінених — 15;
- Зникаючих — 1;
- Зниклих у природі — 0;
- Зниклих — 0.

## Список видів
| № п/п | Українська назва виду                                                                    | Латинська назва виду                                              | Природоохоронний статус | Група           |
| ----- | ---------------------------------------------------------------------------------------- | ----------------------------------------------------------------- | ----------------------- | --------------- |
| 1     | Астрагал Геннінга                                                                        | Astragalus henningii (Steven) Boriss.                             | Рідкісний               | Судинні рослини |
| 2     | Астрагал одеський                                                                        | Astragalus odessanus Besser                                       | Рідкісний               | Судинні рослини |
| 3     | Астрагал понтійський                                                                     | Astragalus ponticus Pall.                                         | Вразливий               | Судинні рослини |
| 4     | Астрагал шерстистоквітковий                                                              | Astragalus dasyanthus Pall.                                       | Вразливий               | Судинні рослини |
| 5     | Билинець довгорогий                                                                      | Gymnadenia conopsea (L.) R.Br.                                    | Вразливий               | Судинні рослини |
| 6     | Боровик бронзовий, боровик темно-каштановий                                              | Boletus aereus Bull                                               | Вразливий               | Гриби           |
| 7     | Брандушка різнобарвна (пізньоцвіт різнобарвний)                                          | Bulbocodium versicolor (Ker Gawl.) Spreng.                        | Вразливий               | Судинні рослини |
| 8     | Бруслина карликова                                                                       | Euonymus nana М. Bieb.                                            | Вразливий               | Судинні рослини |
| 9     | Водяний горіх плаваючий                                                                  | Trapa natans L. s.l.                                              | Неоцінений              | Судинні рослини |
| 10    | Гвоздика бузька                                                                          | Dianthus hypanicus Andrz.                                         | Вразливий               | Судинні рослини |
| 11    | Гелодій Бландова                                                                         | Helodium blandowii (F.Weberet D.Mohr) Warnst.                     | Вразливий               | Мохоподібні     |
| 12    | Герицій коралоподібний                                                                   | Hericium coralloides (Fr.) Gray                                   | Вразливий               | Гриби           |
| 13    | Горицвіт весняний                                                                        | Adonis vernalis L.                                                | Неоцінений              | Судинні рослини |
| 14    | Горицвіт волзький                                                                        | Adonis wolgensis Steven ex DC.                                    | Неоцінений              | Судинні рослини |
| 15    | Грифола листувата                                                                        | Grifola frondosa (Dicks.: Fr.) Gray                               | Вразливий               | Гриби           |
| 16    | Зморшок степовий                                                                         | Morchella steppicola Zerova.                                      | Рідкісний               | Гриби           |
| 17    | Зморшок товстоногий                                                                      | Morchella crassipes (Vent.) Pers                                  | Рідкісний               | Гриби           |
| 18    | Зозулинець чоловічий                                                                     | Orchis mascula (L.) L.                                            | Вразливий               | Судинні рослини |
| 19    | Зозулинець шоломоносний                                                                  | Orchis militaris L.                                               | Вразливий               | Судинні рослини |
| 20    | Зозулині сльози яйцеподібні                                                              | Listera ovata (L.) R.Br.                                          | Неоцінений              | Судинні рослини |
| 21    | Зозулині черевички справжні                                                              | Cypripedium calceolus L.                                          | Вразливий               | Судинні рослини |
| 22    | Зозульки м'ясочервоні (пальчатокорінник м'ясочервоний)                                   | Dactylorhiza incarnata (L.) Soy s.l.                              | Вразливий               | Судинні рослини |
| 23    | Зозульки плямисті (пальчатокорінник плямистий)                                           | Dactylorhiza maculata (L.) Soό s.l.                               | Вразливий               | Судинні рослини |
| 24    | Зозульки травневі (пальчатокорінник травневий)                                           | Dactylorhiza majalis (Rchb.) P.F.Hunt et Summerhayes s.l.         | Рідкісний               | Судинні рослини |
| 25    | Катран татарський                                                                        | Crambe tataria Sebeyk                                             | Вразливий               | Судинні рослини |
| 26    | Клаваріадельф товкачиковий                                                               | Clavariadelphus pistillaris (L.) Donk                             | Рідкісний               | Гриби           |
| 27    | Ковила волосиста                                                                         | Stipa capillata L.                                                | Неоцінений              | Судинні рослини |
| 28    | Ковила вузьколиста                                                                       | Stipa tirsa Steven                                                | Вразливий               | Судинні рослини |
| 29    | Ковила гранітна                                                                          | Stipa graniticola Klokov                                          | Недостатньо відомий     | Судинні рослини |
| 30    | Ковила Лессінга                                                                          | Stipa lessingiana Trin. et Rupr.                                  | Неоцінений              | Судинні рослини |
| 31    | Ковила найкрасивіша                                                                      | Stipa pulcherrima K. Koch                                         | Вразливий               | Судинні рослини |
| 32    | Ковила пірчаста                                                                          | Stipa pennata L.                                                  | Вразливий               | Судинні рослини |
| 33    | Ковила пухнастолиста                                                                     | Stipa dasyphylla (Czern. ex Lindem.) Trautv.                      | Вразливий               | Судинні рослини |
| 34    | Кололеженея Россетта                                                                     | Cololejeunea rossettiana (C.Massal.) Schiffn.                     | Рідкісний               | Мохоподібні     |
| 35    | Коручка болотна                                                                          | Epipactis palustris (L.) Crantz                                   | Вразливий               | Судинні рослини |
| 36    | Коручка темно-червона                                                                    | Epipactis atrorubens (Hoffm. ex Bernh.) Besser                    | Вразливий               | Судинні рослини |
| 37    | Коручка чемерникоподібна (коручка широколиста)                                           | Epipactis helleborine (L.) Crantz                                 | Неоцінений              | Судинні рослини |
| 38    | Косарики тонкі                                                                           | Gladiolus tenuis M.Bieb.                                          | Вразливий               | Судинні рослини |
| 39    | Ксантопармелія грубозморшкувата, неофусцелія грубозморшкувата, пармелія грубозморшкувата | Xanthoparmelia ryssolea (Ach.) O. Blanco et al.                   | Вразливий               | Лишайники       |
| 40    | Ксантопармелія загорнута, ксантопармелія камчадальська, пармелія блукаюча                | Xanthoparmelia convoluta (Krempelh.) Hale                         | Вразливий               | Лишайники       |
| 41    | Курай туполистий                                                                         | Salsola mutica C. A. Mey.                                         | Вразливий               | Судинні рослини |
| 42    | Лампротамніум пухирчастий                                                                | Lamprothamnium papullosum (Wallroth) J.Groves                     | Вразливий               | Водорості       |
| 43    | Ласалія пухирчаста                                                                       | Lasallia pustulata (L.) Merat                                     | Рідкісний               | Лишайники       |
| 44    | Любка дволиста                                                                           | Platanthera bifolia (L.) Rich.                                    | Неоцінений              | Судинні рослини |
| 45    | Любка зеленоквіткова                                                                     | Platanthera chlorantha (Cust.) Rchb.                              | Рідкісний               | Судинні рослини |
| 46    | Міріостома шийкова (міріостома дірчаста, міріостома стрижневидна)                        | Myriostoma coliforme (With.: Pers.) Corda                         | Рідкісний               | Гриби           |
| 47    | Мухомор щетинистий                                                                       | Amanita solitaria (Bull.) Fr.                                     | Зникаючий               | Гриби           |
| 48    | Осока житня                                                                              | Carex secalina Willd. ex Wahlenb.                                 | Вразливий               | Судинні рослини |
| 49    | Пирій ковилолистий                                                                       | Elytrigia stipifolia (Czern. ex Nevski) Nevski                    | Неоцінений              | Судинні рослини |
| 50    | Півники борові                                                                           | Iris pineticola Klokov                                            | Вразливий               | Судинні рослини |
| 51    | Півники понтичні                                                                         | Iris pontica Zapał.                                               | Вразливий               | Судинні рослини |
| 52    | Півники сибірські                                                                        | Iris sibirica L.                                                  | Вразливий               | Судинні рослини |
| 53    | Півонія тонколиста                                                                       | Paeonia tenuifolia L.                                             | Вразливий               | Судинні рослини |
| 54    | Плодоріжка болотна (зозулинець болотний)                                                 | Anacamptis palustris (Jacq.) R.M. Bateman, Pridgeon et M.W. Chase | Вразливий               | Судинні рослини |
| 55    | Плодоріжка рідкоквіткова (зозулинець рідкоквітковий)                                     | Anacamptis laxiflora (Lam.) R.M. Bateman, Pridgeon et M.W. Chase  | Вразливий               | Судинні рослини |
| 56    | Повстянка дніпровська (цимбохазма дніпровська)                                           | Cymbochasma borysthenica (Pall. ex Schlecht.) Klokov et Zoz       | Рідкісний               | Судинні рослини |
| 57    | Пухирник малий                                                                           | Utricularia minor L.                                              | Вразливий               | Судинні рослини |
| 58    | Ранник весняний                                                                          | Scrophularia vernalis L.                                          | Вразливий               | Судинні рослини |
| 59    | Рябчик малий                                                                             | Fritillaria meleagroides Patrinex Schult. et Schult.f.            | Вразливий               | Судинні рослини |
| 60    | Рябчик руський                                                                           | Fritillaria ruthenica Wikstr.                                     | Вразливий               | Судинні рослини |
| 61    | Рястка Буше                                                                              | Ornithogalum boucheanum (Kunth) Asch.                             | Неоцінений              | Судинні рослини |
| 62    | Сальвінія плаваюча                                                                       | Salvinia natans (L.) All.                                         | Неоцінений              | Судинні рослини |
| 63    | Скополія карніолійська                                                                   | Scopolia carniolica Jacq.                                         | Неоцінений              | Судинні рослини |
| 64    | Сокироносиця струнка (вязіль стрункий)                                                   | Securigera elegans (Pančić) Lassen                                | Вразливий               | Судинні рослини |
| 65    | Сон лучний (сон чорніючий, сон богемський)                                               | Pulsatilla pratensis (L.) Mill. s.l.                              | Неоцінений              | Судинні рослини |
| 66    | Тюльпан бузький                                                                          | Tulipa hypanica Klokov et Zoz                                     | Вразливий               | Судинні рослини |
| 67    | Тюльпан дібровний                                                                        | Tulipa quercetorum Klokovet Zoz                                   | Вразливий               | Судинні рослини |
| 68    | Хара сивіюча                                                                             | Chara canescens Desv. et Loisel in Loisel                         | Рідкісний               | Водорості       |
| 69    | Хрящ-молочник золотисто-жовтий                                                           | Lactarius chrysorrheus Fr.                                        | Вразливий               | Гриби           |
| 70    | Цибуля ведмежа (черемша)                                                                 | Allium ursinum L.                                                 | Неоцінений              | Судинні рослини |
| 71    | Цибуля круглонога                                                                        | Allium sphaeropodum Klokov                                        | Вразливий               | Судинні рослини |
| 72    | Шафран сітчастий                                                                         | Crocus reticulatus Steven ex Adams                                | Неоцінений              | Судинні рослини |
| 73    | Шоломниця весняна                                                                        | Scutellaria verna Besser                                          | Рідкісний               | Судинні рослини |